# George Forbes (7e comte de Granard)
George Arthur Hastings Forbes, 7e comte de Granard (5 août 1833 - 25 août 1889), titré vicomte Forbes de 1836 à 1837, est un pair et militaire irlandais.

## Jeunesse et éducation
Il est le fils du major-général George Forbes, vicomte Forbes, et de son épouse, la vicomtesse Forbes (née Frances Mary Territt) ; il succède à son grand-père comme comte de Granard en 1837. Il fait ses études au Collège d'Eton.
Il devient lieutenant-colonel commandant du 9e bataillon de la Brigade des fusiliers britannique et est nommé colonel honoraire de la milice de Westmeath le 29 mai 1878. Il est fait chevalier de St Patrick en 1857.
Granard est président de l'Association britannique de l'ordre souverain de Malte de 1875 jusqu'à sa mort, et est fait chevalier grand-croix de l'ordre papal de Saint-Grégoire le Grand. Il est également membre du sénat de la Royal University of Ireland. Lord et Lady Granard se sont convertis au catholicisme romain en 1869 .

## Famille
Par son premier mariage avec Jane Colclough Morgan, le 2 juin 1858, il a deux filles : 
- Adelaide Jane Frances Forbes (21 août 1860-18 novembre 1942), épouse Maurice FitzGerald.
- Sophia Maria Elizabeth Forbes (21 janvier 1862-7 novembre 1942), épouse Henry Grattan-Bellew, 3e baronnet.

Par son deuxième mariage avec Frances Mary Petre, fille de William Petre (12e baron Petre), le 4 septembre 1873, il a huit enfants : 
- Margaret Mary Theresa Forbes (décédée le 19 mai 1965), épouse George Savile, fils de John Savile (4e comte de Mexborough)
- Bernard Forbes (8e comte de Granard) (1874-1948)
- Fergus Reginald George Forbes (20 janvier 1876-18 février 1876)
- Reginald George Benedict Forbes (25 juin 1877 - 20 mai 1908)
- Eva Mary Margaret Forbes (25 juin 1877 - 1968)
- Donald Alexander Forbes (3 septembre 1880-2 août 1938), épouse Mary Doreen Lawson
- Bertram Aloysius Forbes (26 mai 1882 - 5 août 1960)
- Fergus George Arthur Forbes (26 mai 1882-23 août 1914), tué pendant la Première Guerre mondiale